# Championnats d'Australie de cyclisme sur route
Les championnats d'Australie de cyclisme sur route sont les championnats nationaux de cyclisme sur route d'Australie, organisés par Cycling Australia. Ils sont organisés tous les ans depuis 1950.
Les champions arborent le maillot distinctif de champion d'Australie aux couleurs vert-jaune d'or durant une année.
De 2002 à 2004 et depuis 2007, les championnats d'Australie ont lieu à Ballarat, dans l'État de Victoria, le parcours consistant en un circuit autour du mont Ballarat (en),,.

## Hommes

### Podiums de la course en ligne
| Année     | Vainqueur                | Deuxième               | Troisième            |
| --------- | ------------------------ | ---------------------- | -------------------- |
| 1901      | Andy Ralston             | Albert Nioa            | DD Alexander         |
| 1902      | HG O'Callaghan           | Albert Nioa            | Andy Ralston         |
| 1903      | Jack Arnst (en)          | Richard Arnst (en)     | Charley Gee          |
| 1904      | Tom Larcombe (en)        | Jack Wright            | Harold Henderson     |
| 1905      | Bill Hawley              | HW Viney               | C. Baulderstone      |
| 1906      | Hermann Ellmers Mehrtens | Alf Birch              | Albert E. Humm       |
| 1907      | Tom Larcombe (en)        | Edward Birch           | Meldrum Dobie        |
| 1908      | Matt Chappell            | Chummy Pearn           | H. T. Munro          |
| 1909      | Iddo Munro (en)          | Albert Hugh Pianto     | Thomas Gascoyne      |
| 1910      | Joe Pianta               | Joe McSweeney          | Andy Colvin          |
| 1911      | Phil O'Shea (en)         | Albert Hugh Pianto     | J. Tozer             |
| 1912-1921 | Pas organisé             | Pas organisé           | Pas organisé         |
| 1922      | Phil O'Shea (en)         | Don Kirkham (en)       | Les Stevens          |
| 1923      | Phil O'Shea (en)         | Jack Beasley           | Ernest Bainbridge    |
| 1924      | Hubert Opperman          | Ernest Bainbridge      | TJ Robinson          |
| 1925      | Harold Smith             | Jack Beasley           | AR White             |
| 1926      | Hubert Opperman          | Harold Smith           | George McLeod        |
| 1927      | Hubert Opperman          | Harry Watson           | Ernest Bainbridge    |
| 1928      | Pas organisé             | Pas organisé           | Pas organisé         |
| 1929      | Hubert Opperman          | George McLeod          | Horrie Marshall      |
| 1930      | Richard Lamb (en)        | Hubert Opperman        | Ken Ross             |
| 1931      | Matt Lynch               | Allan Oram             | Herbert Withal       |
| 1932      | Richard Lamb (en)        | Ossie Nicholson (en)   |                      |
| 1933      | Hefty Stuart (en)        | Hubert Opperman        | Richard Lamb (en)    |
| 1934      | Harry Cruise             | Harry Watson           | Richard Lamb (en)    |
| 1935      | Clinton Beasley          | Richard Lamb (en)      | Deane Toseland       |
| 1936      | Alan Angus (en)          | Clinton Beasley        | Deane Toseland       |
| 1937      | Alan Angus (en)          | Clinton Beasley        | Lloyd Thomas         |
| 1938      | Deane Toseland           | Keith Thurgood         | J. Christison        |
| 1939      | Deane Toseland           | Bill Morit             | Keith Thurgood       |
| 1940-1946 | Pas organisé             | Pas organisé           | Pas organisé         |
| 1947      | Keith Rowley (en)        |                        |                      |
| 1948      | Keith McFarlane          | Graham Stabell (en)    | Max Rowley (en)      |
| 1949      | Alby Saunders (en)       | Graham Stabell (en)    | Eddie Smith (en)     |
| 1950      | Keith Rowley (en)        | Harold Johnson (en)    | Stan Bonney          |
| 1951      | John Beasley             | Graham Stabell (en)    | Peter Anthony        |
| 1952      | Neil Peadon (en)         | Graham Stabell (en)    | Max Rowley (en)      |
| 1953      | Alby Saunders (en)       | Hector Sutherland (en) | Neil Peadon (en)     |
| 1954      | Eddie Smith (en)         | Hector Sutherland (en) | Angelo Catalano      |
| 1955      | Eddie Smith (en)         | Murray French (en)     | Ronald Murray        |
| 1956      | Russell Mockridge        | Eddie Smith (en)       | Viv Blazely          |
| 1957      | Russell Mockridge        | James Taylor           | Peter Panton (en)    |
| 1958      | Russell Mockridge        | Peter Panton (en)      | Barry Waddell        |
| 1959      | Fred Roche (de)          | Sid Patterson          | John Young (en)      |
| 1960      | Fred Roche (de)          | John Young (en)        | Bill Knevitt (en)    |
| 1961      | Neville Veale (en)       | Bill Knevitt (en)      | Fred Roche (de)      |
| 1962      | John O'Sullivan (en)     | Alan McLennan (en)     | Kerry Hoole (en)     |
| 1963      | Warwick Dalton (en)      | Kerry Hoole (en)       | John Young (en)      |
| 1964      | Barry Waddell            | Bill Lawrie (en)       | Sid Patterson        |
| 1965      | Matt Martino (en)        | Barry Walker           | John Young (en)      |
| 1966      | Kerry Hoole (en)         | Ian Campbell           | Glen Birmingham      |
| 1967      | Graeme Gilmore           | Keith Oliver Jr.       | Kerry Hoole (en)     |
| 1968      | Barry Waddell            | Kerry Hoole (en)       | Keith Oliver Jr.     |
| 1969      | Robert Whetters (en)     | Frank Atkins           | Kerry Hoole (en)     |
| 1970      | Graham McVilly           | Keith Oliver Jr.       | Alan Goodchild       |
| 1971      | Graham McVilly           | Kerry Hoole (en)       | Jeffery Hartley (en) |
| 1972      | Kevin Spencer (en)       | Frank Atkins           | Kerry Hoole (en)     |
| 1973      | Kerry Hoole (en)         | Hendricus Vogels (en)  | Vic Adams            |
| 1974      | Graham Rowley (en)       | Vic Adams              | Warren Rudd          |
| 1975      | Donald Wilson            | Bruce Hunt             | Mike Dye             |
| 1976      | Peter Besanko            | Graham McVilly         | Tony Branchflower    |
| 1977      | Donald Wilson (en)       | John Trevorrow         |                      |
| 1978      | John Trevorrow           | Graeme Hodgkiss        | Shane Bartley        |
| 1979      | John Trevorrow           | David Allan (de)       | Terry Hammond (en)   |
| 1980      | John Trevorrow           | Peter Besanko (de)     | Terry Stacey         |
| 1981      | Clyde Sefton             | John Trevorrow         | David Allan (de)     |
| 1982      | Wayne Hildred (de)       | Terry Hammond (en)     | Peter Besanko (de)   |
| 1983      | Terry Hammond (en)       | Clyde Sefton           | Shane Sutton         |
| 1984      | Peter Besanko (de)       | Jim Krynen             | Shane Sutton         |
| 1985      | Laurie Venn (en)         | Murray Hall            | Wayne Nichols        |
| 1986      | Wayne Hildred (de)       | Michael Lynch (en)     | Tony Hugues          |
| 1987      | Alan Dipple (en)         | Wayne Hildred (de)     | Paul Miller (en)     |
| 1988      | Paul Miller (en)         | Michael Lynch (en)     | Paul Rugari          |
| 1989      | Gary Clively             | Edward Salas (en)      | Scott Steward (en)   |
| 1990      | Damian McDonald          | Edward Salas (en)      | Malcolm Van Unen     |
| 1991      | Neil Stephens            | Peter Besanko (de)     | Marcus Burns         |
| 1992      | David McFarlane (en)     | Gavin Parsonage (en)   | Tim Jamieson         |
| 1993      | Edward Salas (en)        | Gavin Parsonage (en)   | Peter Besanko (de)   |
| 1994      | Neil Stephens            | Scott McGrory          | Damian Forster       |
| 1995      | Robbie McEwen            | Neil Stephens          | David McKenzie       |
| 1996      | Nick Gates               | Damian McDonald        | Edward Salas (en)    |
| 1997      | Jonathan Hall            | Tristan Priem          | Steve Williams       |
| 1998      | David McKenzie           | Tom Leaper (nl)        | Edward Salas (en)    |
| 1999      | Henk Vogels              | Stuart O'Grady         | Jamie Drew           |
| 2000      | Jamie Drew               | Jamie Drew             | Scott Sunderland     |
| 2001      | Steve Williams           | Cameron Hughes (de)    | Matthew Wilson       |
| 2002      | Robbie McEwen            | Nathan O'Neill         | Robert Tighello      |
| 2003      | Stuart O’Grady           | Allan Davis            | Patrick Jonker       |
| 2004      | Matthew Wilson           | Robert McLachlan       | David McKenzie       |
| 2005      | Robbie McEwen            | Robert McLachlan       | Paul Crake           |
| 2006      | Russell Van Hout         | Adam Hansen            | Henk Vogels          |
| 2007      | Darren Lapthorne         | Robert McLachlan       | Karl Menzies         |
| 2008      | Matthew Lloyd            | Adam Hansen            | Rory Sutherland      |
| 2009      | Peter McDonald           | Michael Rogers         | Adam Hansen          |
| 2010      | Travis Meyer             | David Kemp             | Damien Turner        |
| 2011      | Jack Bobridge            | Matthew Goss           | Simon Gerrans        |
| 2012      | Simon Gerrans            | Matthew Lloyd          | Richie Porte         |
| 2013      | Luke Durbridge           | Michael Matthews       | Steele Von Hoff      |
| 2014      | Simon Gerrans            | Cadel Evans            | Richie Porte         |
| 2015      | Heinrich Haussler        | Caleb Ewan             | Neil Van der Ploeg   |
| 2016      | Jack Bobridge            | Cameron Meyer          | Patrick Lane         |
| 2017      | Miles Scotson            | Simon Gerrans          | Nathan Haas          |
| 2018      | Alexander Edmondson      | Jay McCarthy           | Chris Harper         |
| 2019      | Michael Freiberg         | Chris Harper           | Cameron Meyer        |
| 2020      | Cameron Meyer            | Lucas Hamilton         | Marcus Culey         |
| 2021      | Cameron Meyer            | Kelland O'Brien        | Scott Bowden         |
| 2022      | Luke Plapp               | James Whelan           | Brendan Johnston     |
| 2023      | Luke Plapp               | Simon Clarke           | Michael Matthews     |
| 2024      | Luke Plapp               | Chris Harper           | Kelland O'Brien      |
| 2025      | Luke Durbridge           | Luke Plapp             | Liam Walsh           |

Multi-titrés
- 4 : Hubert Opperman

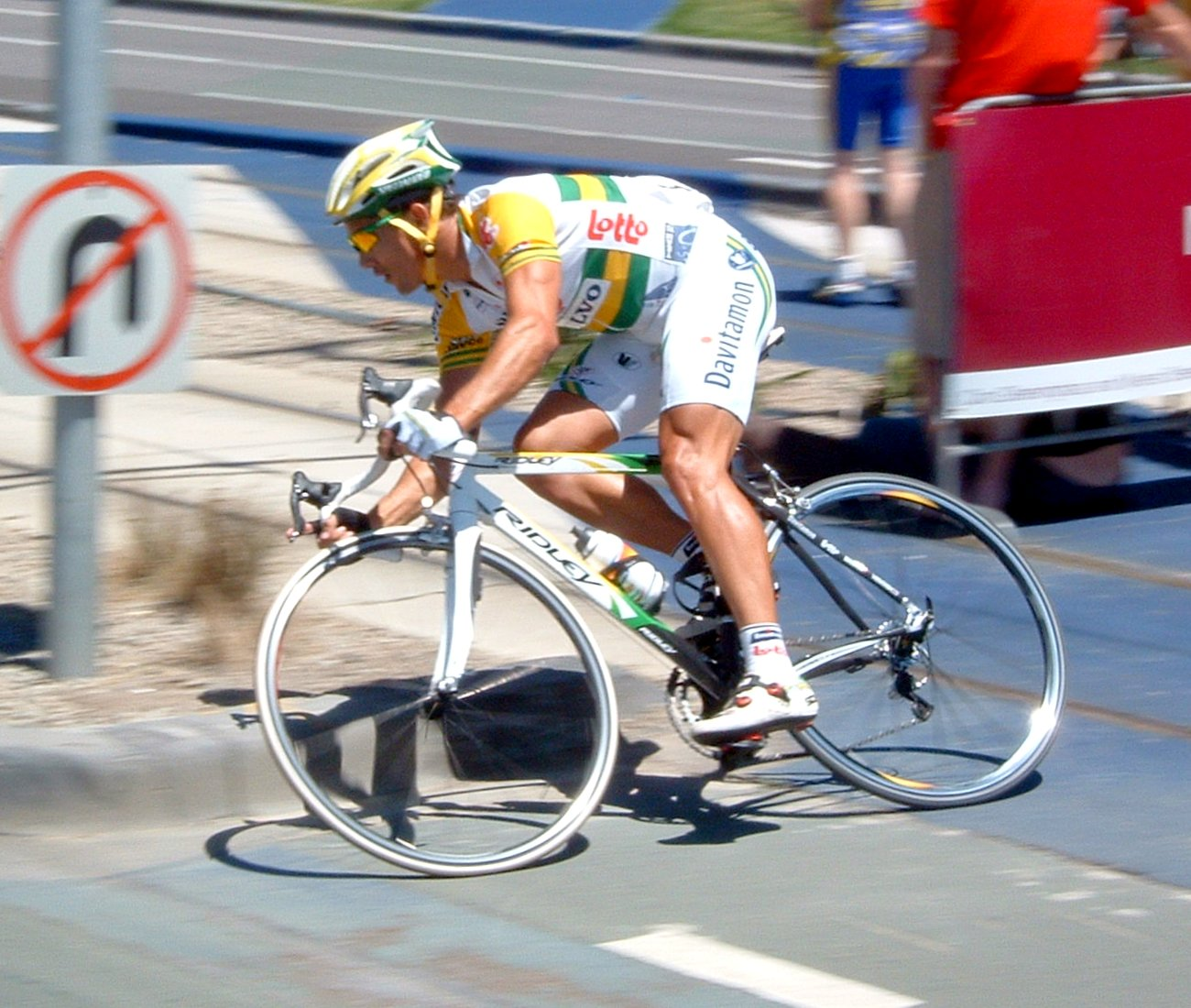
Robbie McEwen avec le maillot de champion d'Australie, en 2006, lors de la Bay Cycling Classic.

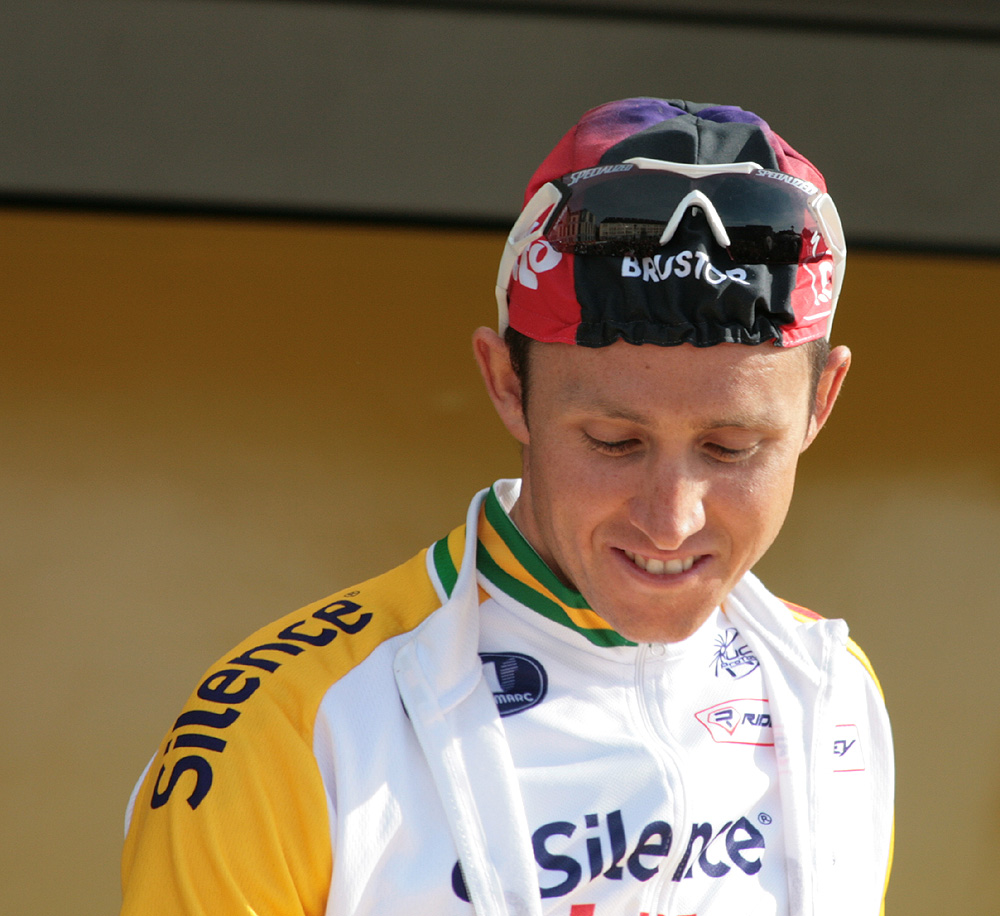
Matthew Lloyd portant le maillot de champion d'Australie, au départ de Liège-Bastogne-Liège, en 2008.

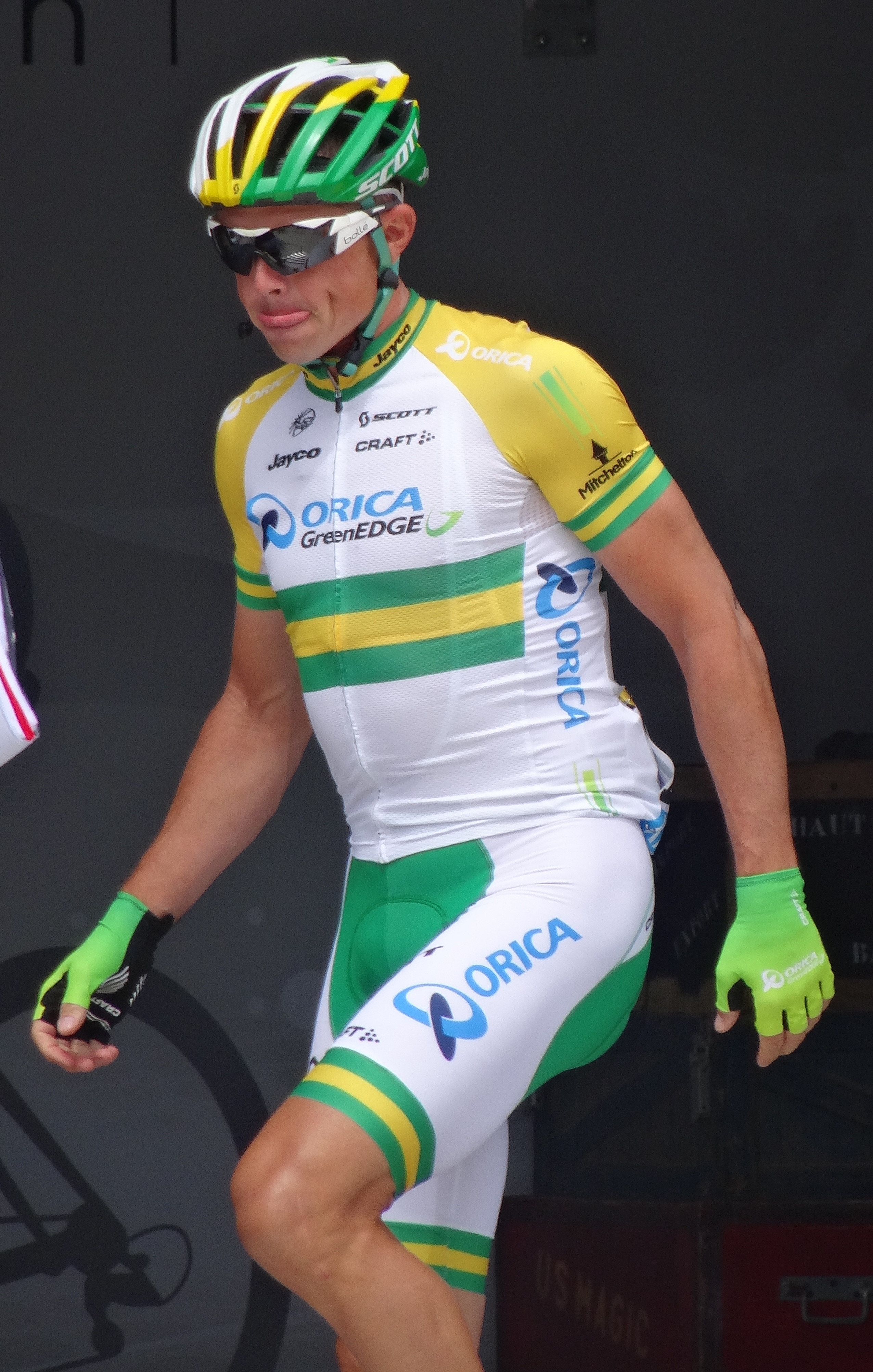
Simon Gerrans arborant son maillot de champion d'Australie lors du Tour de France 2014

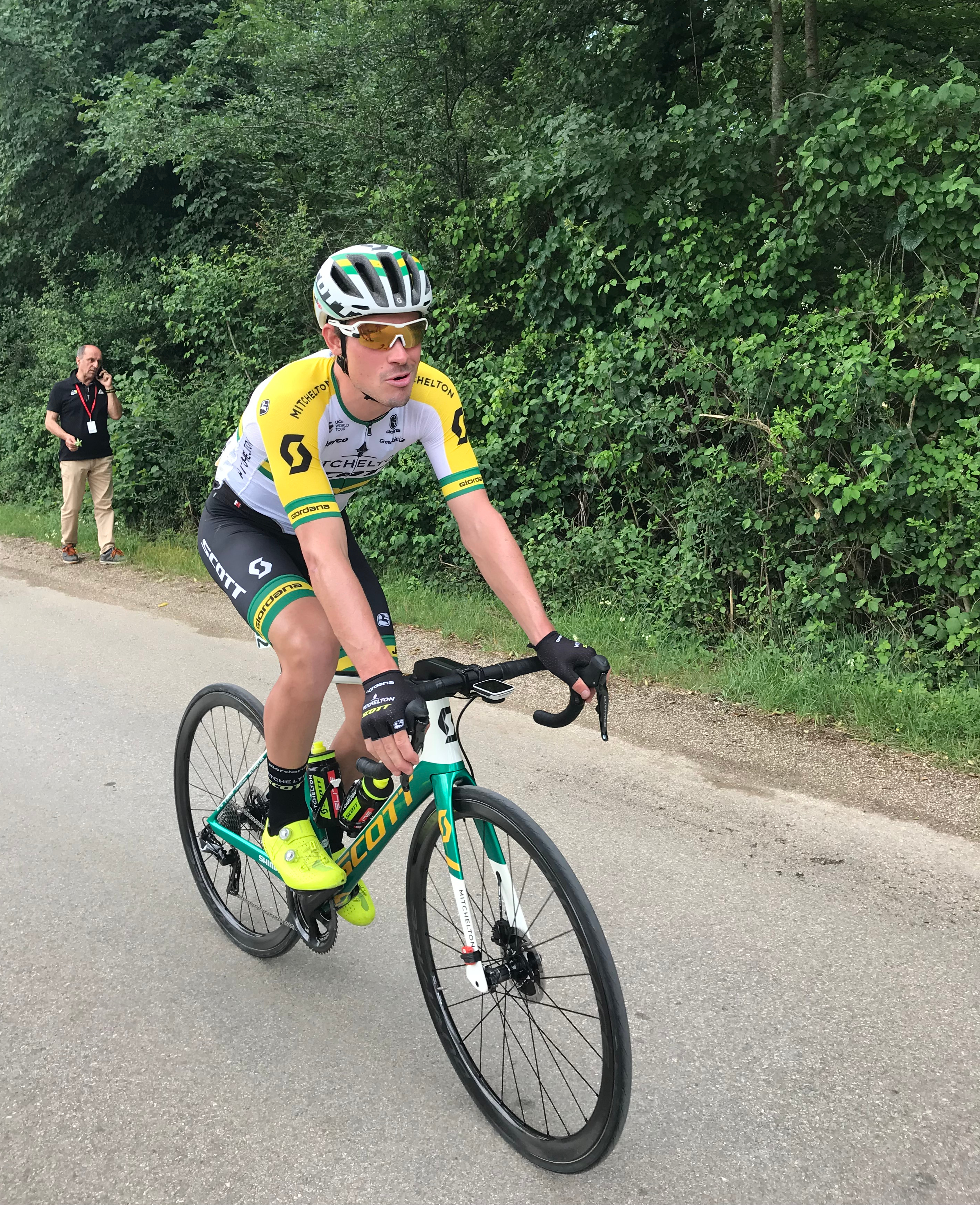
Alexander Edmondson revêtu du maillot de champion d'Australie lors du Critérium du Dauphiné 2018

- 3 : Phil O'Shea, Russell Mockridge, John Trevorrow, Robbie McEwen, Luke Plapp
- 2 : Tom Larcombe, Richard Lamb, Alan Angus, Dean Toseland, Keith Rowley, Alby Saunders, Eddie Smith, Fred Roche, Barry Waddell, Kerry Hoole, Graham McVilly, Donald Wilson, Peter Besanko, Wayne Hildred, Neil Stephens, Simon Gerrans, Jack Bobridge, Cameron Meyer, Luke Durbridge

### Podiums du contre-la-montre

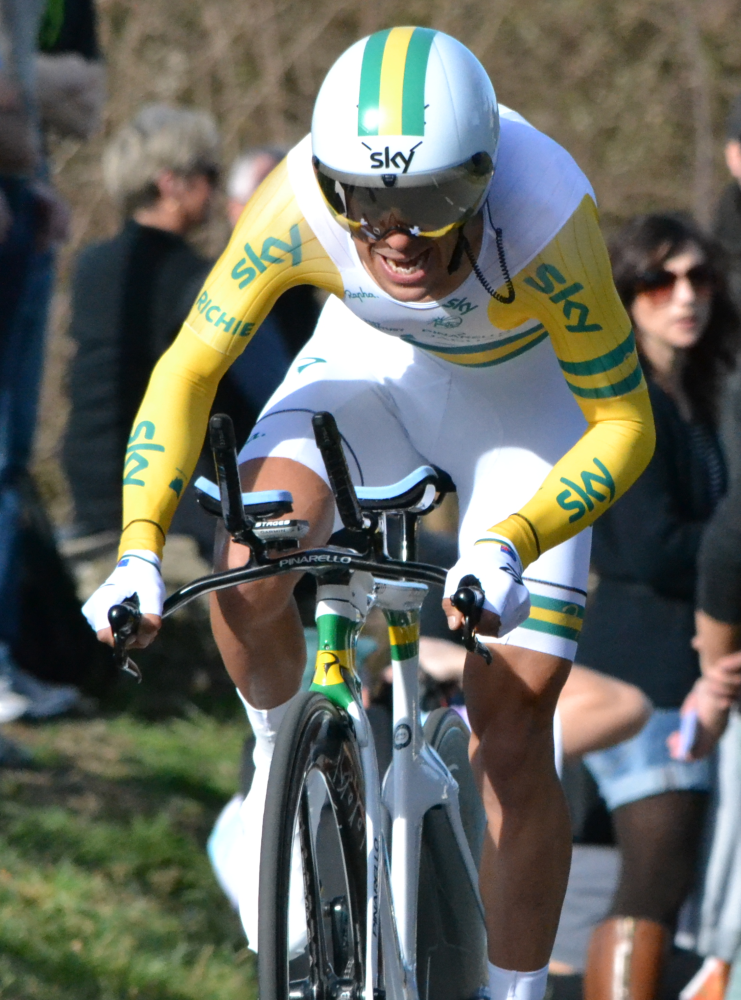
Richie Porte arborant son maillot de champion national du contre-la-montre lors de Paris-Nice 2015.

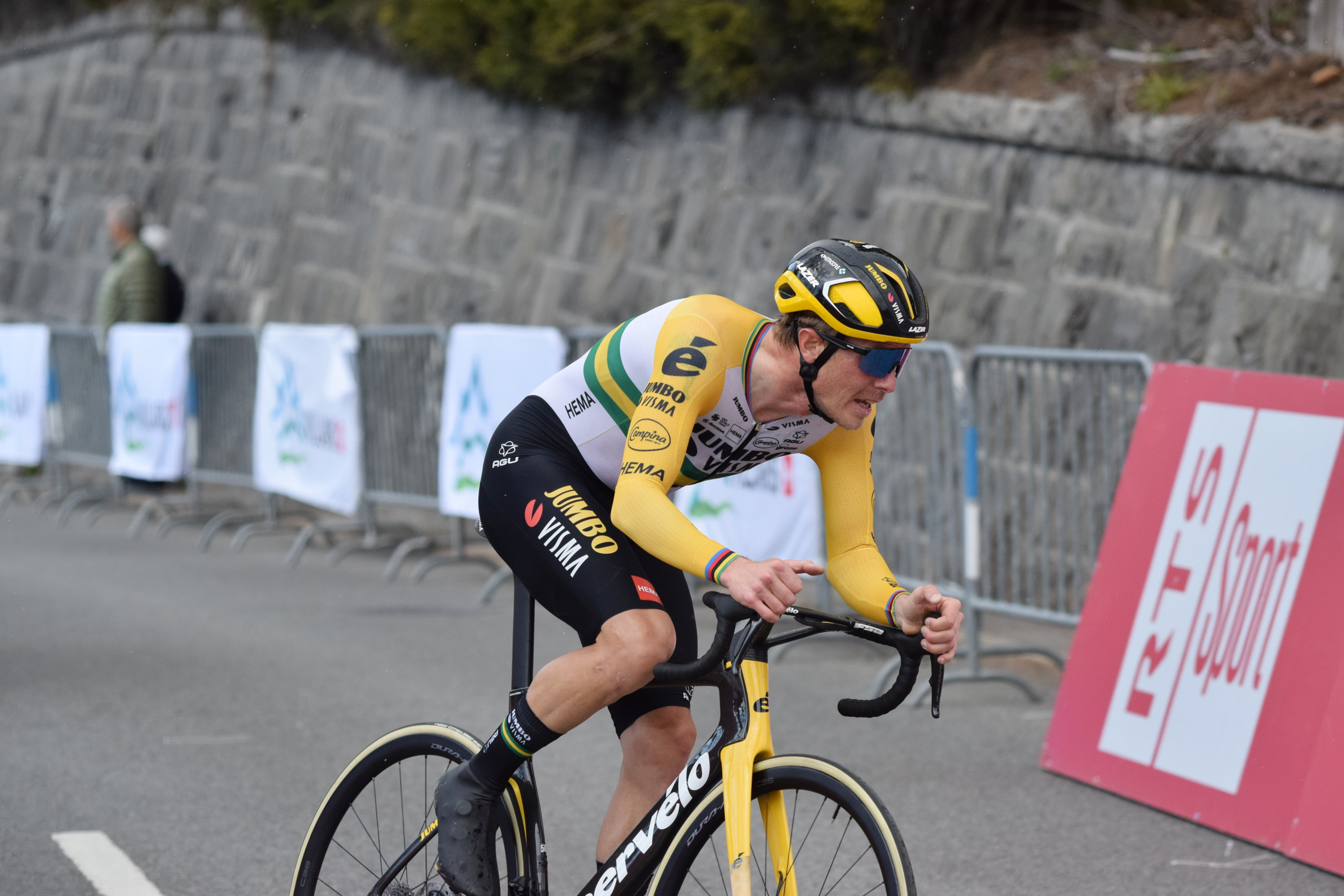
Rohan Dennis avec son maillot de champion d'Australie du contre-la-montre lors du Tour de Romandie 2022

| Année | Vainqueur           | Deuxième         | Troisième        |                  |
| ----- | ------------------- | ---------------- | ---------------- | ---------------- |
| 1994  | Nathan O'Neill      | Jonathan Hall    | Anthony Gaudry   |                  |
| 1995  | Matthew White       | Paul Brosnan     | Jonathan Hall    |                  |
| 1996  | Nathan O'Neill      | Brett Dennis     | Matthew White    |                  |
| 1997  | Jonathan Hall       | Jamie Drew       | Steve Williams   |                  |
| 1998  | Nathan O'Neill      | Tom Leaper       | Tristan Priem    |                  |
| 1999  | Jonathan Hall       | Dennis Mungoven  | Peter Milostic   |                  |
| 2000  | annulé/abandonné    | annulé/abandonné | annulé/abandonné | annulé/abandonné |
| 2001  | Kristjan Snorrasson | Dennis Mungoven  | Russell Van Hout |                  |
| 2002  | Nathan O'Neill      | Michael Rogers   | Benjamin Day     |                  |
| 2003  | Benjamin Day        | Michael Rogers   | Adrian Laidler   |                  |
| 2004  | Nathan O'Neill      | Peter Milostic   | Luke Roberts     |                  |
| 2005  | Nathan O'Neill      | Rory Sutherland  | Russell Van Hout |                  |
| 2006  | Nathan O'Neill      | Luke Roberts     | Benjamin Day     |                  |
| 2007  | Nathan O'Neill      | Rory Sutherland  | David Pell       |                  |
| 2008  | Adam Hansen         | Rory Sutherland  | Benjamin Day     |                  |
| 2009  | Michael Rogers      | Cameron Meyer    | Richie Porte     |                  |
| 2010  | Cameron Meyer       | Jack Anderson    | Luke Roberts     |                  |
| 2011  | Cameron Meyer       | Jack Bobridge    | Michael Matthews |                  |
| 2012  | Luke Durbridge      | Cameron Meyer    | Michael Rogers   |                  |
| 2013  | Luke Durbridge      | Rohan Dennis     | Michael Matthews |                  |
| 2014  | Michael Hepburn     | Luke Durbridge   | Damien Howson    |                  |
| 2015  | Richie Porte        | Rohan Dennis     | Jack Bobridge    |                  |
| 2016  | Rohan Dennis        | Richie Porte     | Sean Lake        |                  |
| 2017  | Rohan Dennis        | Luke Durbridge   | Benjamin Dyball  |                  |
| 2018  | Rohan Dennis        | Luke Durbridge   | Richie Porte     |                  |
| 2019  | Luke Durbridge      | Rohan Dennis     | Cameron Meyer    |                  |
| 2020  | Luke Durbridge      | Rohan Dennis     | Chris Harper     |                  |
| 2021  | Luke Plapp          | Luke Durbridge   | Kelland O'Brien  |                  |
| 2022  | Rohan Dennis        | Luke Durbridge   | Conor Leahy      |                  |
| 2023  | Jay Vine            | Luke Durbridge   | Kelland O'Brien  |                  |
| 2024  | Luke Plapp          | Chris Harper     | Michael Hepburn  |                  |
| 2025  | Luke Plapp          | Jay Vine         | Kelland O'Brien  |                  |

Multi-titrés
- 8 : Nathan O'Neill
- 4 : Luke Durbridge, Rohan Dennis
- 3 : Luke Plapp
- 2 : Jonathan Hall, Cameron Meyer

### Podiums du critérium
| Année     | Vainqueur          | Deuxième                   | Troisième        |
| --------- | ------------------ | -------------------------- | ---------------- |
| 1985      | Ricky Flood        | Terry Hammond              | David McFarlane  |
| 1996      | Jay Sweet          | Baden Burke                | Jamie Kelly      |
| 1997-1999 | ?                  |                            |                  |
| 2000      | Brett Aitken       | Eddy Hollands (en)         | Stuart O'Grady   |
| 2001      | Robbie McEwen      | Nathan O'Neill             | Jans Koerts      |
| 2002      | Matthew White      | Jaaron Poad                | Craig Cahill     |
| 2003      | Mark Roland        | Christian Lademann         | David Betts      |
| 2004      | Allan Davis        | Jaaron Poad                | Robbie McEwen    |
| 2005      | Ashley Hutchinson  | Allan Davis                | Jaaron Poad      |
| 2006      | Robbie McEwen      | Allan Davis                | Graeme Brown     |
| 2007      | Baden Cooke        | Chris Sutton               | Allan Davis      |
| 2008      | Bernard Sulzberger | Peter McDonald             | Chris Sutton     |
| 2010      | Aaron Kemps        | Dean Windsor (en)          | William Clarke   |
| 2011      | Jonathan Cantwell  | Anthony Giacoppo           | Stuart Shaw      |
| 2012      | Anthony Giacoppo   | Mark Renshaw               | Steele Von Hoff  |
| 2013      | Cameron Meyer      | Steele Von Hoff            | Leigh Howard     |
| 2014      | Steele Von Hoff    | Anthony Giacoppo           | Brenton Jones    |
| 2015      | Steele Von Hoff    | Caleb Ewan                 | Scott Sunderland |
| 2016      | Caleb Ewan         | Brenton Jones              | Anthony Giacoppo |
| 2017      | Caleb Ewan         | Scott Sunderland           | Brenton Jones    |
| 2018      | Caleb Ewan         | Steele Von Hoff            | Brenton Jones    |
| 2019      | Brenton Jones      | Tristan Ward               | Jay McCarthy     |
| 2020      | Sam Welsford       | Kaden Groves               | Nicholas White   |
| 2021      | Kaden Groves       | Nicholas White             | Luke Durbridge   |
| 2022      | Cameron Ivory      | Alastair Christie-Johnston | Cameron Scott    |
| 2023      | Kelland O'Brien    | Blake Quick                | Taj Jones        |
| 2024      | Caleb Ewan         | Jensen Plowright           | Sam Welsford     |
| 2025      | Sam Welsford       | Cameron Scott              | Blake Quick      |

Multi-titrés
- 4 : Caleb Ewan
- 2 : Robbie McEwen, Steele Von Hoff, Sam Welsford

## Femmes

### Podiums de la course en ligne
| Année | Vainqueur           | Deuxième                | Troisième           |
| ----- | ------------------- | ----------------------- | ------------------- |
| 1978  | Linda Meadows       |                         |                     |
| 1979  | Linda Meadows       | Barbara Eason           | Sue Dennis          |
| 1980  | Jenny Quaife        |                         |                     |
| 1981  | Heather Kelson      | Elizabeth Battle        | Vicky Carne         |
| 1982  | Siân Mulholland     | Michelle Robins         | Vicky Carne         |
| 1983  | Julie Speight       |                         |                     |
| 1984  | Robyn Battison      | Kathleen Shannon        | Deborah De Jongh    |
| 1985  | Kathleen Shannon    | Robyn Battison          | Wendy McKay         |
| 1986  | Kathleen Shannon    | Elizabeth Hepple        | Robyn Battison      |
| 1987  | Deborah Kinnear     | Kathy Watt              | Jacqui Uttien       |
| 1988  | Deborah Kinnear     | Kathleen Shannon        | Kathy Watt          |
| 1989  | Jane Smith-Slack    | Kathleen Shannon        | Jennifer Hall       |
| 1990  | Kathleen Shannon    | Jacqui Uttien           | Donna Rae-Szalinski |
| 1991  | Kathleen Shannon    | Margaret Henderson      | Jacqui Uttien       |
| 1992  | Kathy Watt          | Anna Wilson             | Anita Crossley      |
| 1993  | Kathy Watt          | Anita Crossley          | Cathy Reardon       |
| 1994  | Kathy Watt          | Cathy Reardon           | Anna Wilson         |
| 1995  | Elizabeth Tadich    | Charlotte White-Pordham | Tracey Gaudry       |
| 1996  | Lynn Nixon          | Kathy Watt              | Anna Wilson         |
| 1997  | Symenko Jochinke    | Anna Wilson             | Bridget Evans       |
| 1998  | Kathy Watt          | Anna Wilson             | Elizabeth Tadich    |
| 1999  | Tracey Gaudry       | Kathy Watt              | Alison Wright       |
| 2000  | Anna Wilson         | Alison Wright           | Tracey Gaudry       |
| 2001  | Katie Mactier       | Elizabeth Tadich        | Margaret Hemsley    |
| 2002  | Margaret Hemsley    | Hayley Brown-Rutherford | Emma James          |
| 2003  | Olivia Gollan       | Oenone Wood             | Kym Shirley         |
| 2004  | Oenone Wood         | Claire Baxter           | Sara Carrigan       |
| 2005  | Lorian Graham       | Sara Carrigan           | Bridget Evans       |
| 2006  | Katherine Bates     | Sara Carrigan           | Oenone Wood         |
| 2007  | Katie Mactier       | Nikki Butterfield       | Emma Rickards       |
| 2008  | Oenone Wood         | Sharon Laws             | Sara Carrigan       |
| 2009  | Carla Ryan          | Ruth Corset             | Nikki Butterfield   |
| 2010  | Ruth Corset         | Bridie O'Donnell        | Rachel Neylan       |
| 2011  | Alexis Rhodes       | Carla Ryan              | Joanne Hogan        |
| 2012  | Amanda Spratt       | Tiffany Cromwell        | Rachel Neylan       |
| 2013  | Gracie Elvin        | Joanne Hogan            | Carla Ryan          |
| 2014  | Gracie Elvin        | Lauren Kitchen          | Katrin Garfoot      |
| 2015  | Peta Mullens        | Rachel Neylan           | Shara Gillow        |
| 2016  | Amanda Spratt       | Ruth Corset             | Rachel Neylan       |
| 2017  | Katrin Garfoot      | Amanda Spratt           | Lucy Kennedy        |
| 2018  | Shannon Malseed     | Lauren Kitchen          | Grace Brown         |
| 2019  | Sarah Gigante       | Amanda Spratt           | Sarah Roy           |
| 2020  | Amanda Spratt       | Justine Barrow          | Grace Brown         |
| 2021  | Sarah Roy           | Grace Brown             | Lauretta Hanson     |
| 2022  | Nicole Frain        | Grace Brown             | Ruby Roseman-Gannon |
| 2023  | Brodie Chapman      | Grace Brown             | Amanda Spratt       |
| 2024  | Ruby Roseman-Gannon | Lauretta Hanson         | Alexandra Manly     |
| 2025  | Lucinda Stewart     | Ella Simpson            | Cassia Boglio       |

Multi-titrées
- 4 : Kathleen Shannon, Kathy Watt
- 3 : Amanda Spratt
- 2 : Gracie Elvin, Deborah Kinnear, Katie Mactier, Linda Meadows, Oenone Wood

### Podiums du contre-la-montre
| Année | Vainqueur         | Deuxième         | Troisième               |
| ----- | ----------------- | ---------------- | ----------------------- |
| 1991  | Catherine Hart    | Ingrid Eadie     | Jane McDonald           |
| 1992  | Kathy Watt        | Ingrid Eadie     | Catherine Hart          |
| 1993  | Kathy Watt        | Anita Crossley   | Cathy Reardon           |
| 1994  | Kathy Watt        | Susan Poidevin   | Cathy Reardon           |
| 1995  | Tracey Gaudry     | Kathy Watt       | Melissa Berryman        |
| 1996  | Kathy Watt        | Anna Wilson      | Lynn Nixon              |
| 1997  | Anna Wilson       | Kathy Watt       | Ellie Kennedy           |
| 1998  | Anna Wilson       | Kathy Watt       | Jodie Brewer            |
| 1999  | Kristy Scrymgeour | Kathy Watt       | Tracey Gaudry           |
| 2000  | Tracey Gaudry     | Anna Wilson      | Kristy Scrymgeour       |
| 2001  | Anna Millward     | Alison Wright    | Sara Carrigan           |
| 2002  | Sara Carrigan     | Anna Millward    | Hayley Brown-Rutherford |
| 2003  | Sara Carrigan     | Olivia Gollan    | Oenone Wood             |
| 2004  | Oenone Wood       | Sara Carrigan    | Kathy Watt              |
| 2005  | Oenone Wood       | Sara Carrigan    | Amy Gillett             |
| 2006  | Kathy Watt        | Sara Carrigan    | Natalie Bates           |
| 2007  | Carla Ryan        | Kathy Watt       | Toireasa Gallagher      |
| 2008  | Bridie O'Donnell  | Sara Carrigan    | Alexis Rhodes           |
| 2009  | Carla Ryan        | Alexis Rhodes    | Kathy Watt              |
| 2010  | Amber Halliday    | Bridie O'Donnell | Carly Light             |
| 2011  | Shara Gillow      | Taryn Heather    | Ruth Corset             |
| 2012  | Shara Gillow      | Taryn Heather    | Bridie O'Donnell        |
| 2013  | Shara Gillow      | Grace Sulzberger | Felicity Wardlaw        |
| 2014  | Felicity Wardlaw  | Shara Gillow     | Bridie O'Donnell        |
| 2015  | Shara Gillow      | Bridie O'Donnell | Taryn Heather           |
| 2016  | Katrin Garfoot    | Shara Gillow     | Tiffany Cromwell        |
| 2017  | Katrin Garfoot    | Shara Gillow     | Kate Perry              |
| 2018  | Katrin Garfoot    | Lucy Kennedy     | Shara Gillow            |
| 2019  | Grace Brown       | Gracie Elvin     | Kate Perry              |
| 2020  | Sarah Gigante     | Grace Brown      | Emily Herfoss           |
| 2021  | Sarah Gigante     | Grace Brown      | Nicole Frain            |
| 2022  | Grace Brown       | Amber Pate       | Lisa Jacob              |
| 2023  | Grace Brown       | Georgie Howe     | Brodie Chapman          |
| 2024  | Grace Brown       | Brodie Chapman   | Georgie Howe            |
| 2025  | Brodie Chapman    | Amber Pate       | Anya Louw               |

Multi-titrées
- 5 : Kathy Watt
- 4 : Shara Gillow, Grace Brown
- 3 : Katrin Garfoot, Anna Millward-Wilson
- 2 : Sara Carrigan, Sarah Gigante, Tracey Gaudry-Watson, Carla Ryan, Oenone Wood

### Podiums du critérium
| Année | Vainqueur            | Deuxième             | Troisième           |
| ----- | -------------------- | -------------------- | ------------------- |
| 1994  | Kathy Watt           |                      |                     |
| 1995  | Anna Wilson (en)     |                      |                     |
| 1996  | Kristy Scrymgeour    |                      |                     |
| 1997  | Sandra Smith (en)    |                      |                     |
| 1997  | Bridget Evans (en)   |                      |                     |
| 1998  | Lyndelle Higginson   |                      |                     |
| 1999  | Bridget Evans (en)   |                      |                     |
| 2001  | Rochelle Gilmore     | Sharon Wheatley (en) | Sandra Smith (en)   |
| 2002  | Rochelle Gilmore     | Bridget Evans (en)   | Katie Mactier       |
| 2003  | Lizzie Williams      | Katherine Bates      | Rochelle Gilmore    |
| 2004  | Wendy Habermann (en) | Diane Monk           | Bridget Evans (en)  |
| 2005  | Oenone Wood          | Rochelle Gilmore     | Emma Rickards (en)  |
| 2006  | Alex Rhodes (en)     | Rochelle Gilmore     | Oenone Wood         |
| 2007  | Alex Rhodes (en)     | Belinda Goss         | Katherine Bates     |
| 2008  | Kirsty Broun         | Carly Hibberd (en)   | Rochelle Gilmore    |
| 2009  | Kirsty Broun         | Rochelle Gilmore     | Ruth Corset         |
| 2010  | Carly Light (en)     | Megan Dunn           | Rochelle Gilmore    |
| 2011  | Lauren Kitchen       | Joanne Hogan         | Chloe Hosking       |
| 2012  | Alex Rhodes (en)     | Melissa Hoskins      | Annette Edmondson   |
| 2013  | Kimberley Wells (en) | Loren Rowney         | Gracie Elvin        |
| 2014  | Sarah Roy            | Peta Mullens         | Lauren Kitchen      |
| 2015  | Kimberley Wells (en) | Peta Mullens         | Lauren Kitchen      |
| 2016  | Sophie Mackay (en)   | Lizzie Williams      | Lauren Kitchen      |
| 2017  | Jessica Allen (en)   | Kendelle Hodges      | Shannon Malseed     |
| 2018  | Rebecca Wiasak       | Sarah Roy            | Kimberley Wells     |
| 2019  | Rebecca Wiasak       | Sarah Roy            | Ruby Roseman-Gannon |
| 2020  | Chloe Hosking        | Ruby Roseman-Gannon  | Gracie Elvin        |
| 2021  | Annette Edmondson    | Ruby Roseman-Gannon  | Chloe Hosking       |
| 2022  | Ruby Roseman-Gannon  | Josie Talbot         | Peta Mullens        |
| 2023  | Amber Pate           | Alexandra Manly      | Matilda Field       |
| 2024  | Ruby Roseman-Gannon  | Georgia Baker        | Alexandra Manly     |
| 2025  | Amber Pate           | Keira Will           | Maeve Plouffe       |

Multi-titrées
- 3 : Alex Rhodes (en)
- 2 : Bridget Evans (en), Rochelle Gilmore, Kirsty Broun, Kimberley Wells (en), Rebecca Wiasak, Ruby Roseman-Gannon, Amber Pate

## Espoirs Hommes

### Podiums de la course en ligne
| Année | Vainqueur          | Deuxième            | Troisième                  |
| ----- | ------------------ | ------------------- | -------------------------- |
| 2000  | Andrew Stalder     | Simon Gerrans       |                            |
| 2001  | Graeme Brown       | John Freiberg       |                            |
| 2002  | Simon Gerrans      | Adrian Laidler (de) | Allan Davis                |
| 2003  | Gene Bates         | David McPartland    | Adrian Laidler (de)        |
| 2004  | Rory Sutherland    | William Walker      | Andrew Wyper               |
| 2005  | Christopher Sutton | William Walker      | Daniel Newnham             |
| 2006  | William Walker     | Wesley Sulzberger   | Jonathan Clarke            |
| 2007  | Wesley Sulzberger  | Cameron Meyer       | Simon Clarke               |
| 2008  | Simon Clarke       | Matt King (de)      | Mark O'Brien               |
| 2009  | Jack Bobridge      | Michael Matthews    | Mark O'Brien               |
| 2010  | Michael Hepburn    | Malcolm Rudolph     | Michael Matthews           |
| 2011  | Benjamin Dyball    | Nathan Haas         | Joseph Lewis               |
| 2012  | Rohan Dennis       | Eric Sheppard       | Calvin Watson              |
| 2013  | Jordan Kerby       | Damien Howson       | Jack Haig                  |
| 2014  | Caleb Ewan         | Robert Power        | Bradley Linfield           |
| 2015  | Miles Scotson      | Alexander Edmondson | Alistair Donohoe           |
| 2016  | Chris Hamilton     | Lucas Hamilton      | Miles Scotson              |
| 2017  | Samuel Jenner      | Alexander Porter    | Lucas Hamilton             |
| 2018  | Cyrus Monk         | James Whelan        | Michael Potter             |
| 2019  | Nicholas White     | Michael Potter      | Samuel Jenner              |
| 2020  | Jarrad Drizners    | Sebastian Berwick   | Alastair Christie-Johnston |
| 2021  | Tom Benton         | Rudy Porter         | Carter Turnbull            |
| 2022  | Blake Quick        | Matthew Dinham      | Tristan Saunders           |
| 2023  | Alastair Mackellar | Brady Gilmore       | Alex Bogna                 |
| 2024  | Fergus Browning    | Matthew Greenwood   | Matthew Fox                |
| 2025  | Julian Baudry      | Fergus Browning     | Jack Clark                 |

### Podiums du contre-la-montre
| Année | Vainqueur            | Deuxième             | Troisième          |
| ----- | -------------------- | -------------------- | ------------------ |
| 2001  | Toby Halt            | Scott Taylor         | Tim Casey          |
| 2002  | Jonathan Davis       | Jens Mouris          | Lee Godfrey        |
| 2003  | Adrian Laidler (de)  | Mark Jamieson        | Jonathan Davis     |
| 2004  | Mark Jamieson        | Richard Moffatt      | William Walker     |
| 2005  | Mark Jamieson        | Richard Moffatt      | Samuel Lee         |
| 2006  | Shaun Higgerson (de) | Mark Jamieson        | Miles Olman        |
| 2007  | Zakkari Dempster     | Hayden Josefski (de) | Miles Olman        |
| 2008  | Matt King (de)       | Benjamin King        | Travis Meyer       |
| 2009  | Jack Bobridge        | Travis Meyer         | Michael Matthews   |
| 2010  | Rohan Dennis         | Luke Durbridge       | Michael Matthews   |
| 2011  | Luke Durbridge       | Michael Hepburn      | Jay McCarthy       |
| 2012  | Rohan Dennis         | Damien Howson        | Campbell Flakemore |
| 2013  | Damien Howson        | Alexander Morgan     | Campbell Flakemore |
| 2014  | Jordan Kerby         | Harry Carpenter      | Miles Scotson      |
| 2015  | Miles Scotson        | Oscar Stevenson      | Harry Carpenter    |
| 2016  | Callum Scotson       | Miles Scotson        | Ben O'Connor       |
| 2017  | Callum Scotson       | Robert Stannard      | Michael Storer     |
| 2018  | Callum Scotson       | Samuel Jenner        | Jason Lea          |
| 2019  | Liam Magennis        | Luke Plapp           | Samuel Jenner      |
| 2020  | Lucas Plapp          | Kelland O'Brien      | Carter Turnbull    |
| 2021  | Carter Turnbull      | Conor Leahy          | Patrick Eddy       |
| 2022  | Carter Turnbull      | Matthew Dinham       | Zac Marriage       |
| 2023  | Alastair Mackellar   | Oliver Bleddyn       | Zac Marriage       |
| 2024  | Jackson Medway       | Hamish McKenzie      | Oscar Chamberlain  |
| 2025  | Zac Marriage         | Fergus Browning      | John Carter        |

Multi-titrés
- 3 : Callum Scotson
- 2 : Mark Jamieson, Rohan Dennis, Carter Turnbull

### Podiums du critérium
| Année | Vainqueur          | Deuxième             | Troisième          |
| ----- | ------------------ | -------------------- | ------------------ |
| 2006  | Dean Windsor (en)  | Grant Irwin          |                    |
| 2007  | Russell Gill       | Hayden Josefski (de) | Michael Hepburn    |
| 2008  | Chris Jory         | Benjamin King        | Richard Lang       |
| 2009  | Pas organisé       | Pas organisé         | Pas organisé       |
| 2010  | Daniel Braunsteins | Thomas Palmer        | Malcolm Rudolph    |
| 2011  | Ben Grenda         | Richard Lang         | Thomas Palmer      |
| 2012  | Scott Law          | Jay McCarthy         | Ben Grenda         |
| 2013  | Bradley Linfield   | Josh Taylor          | Andrew Martin      |
| 2014  | Caleb Ewan         | Robert-Jon McCarthy  | Alex Wohler        |
| 2015  | Chris Hamilton     | David Edwards        | Jesse Kerrison     |
| 2016  | Jesse Kerrison     | Sam Welsford         | Daniel Fitter      |
| 2017  | Alexander Porter   | Lucas Hamilton       | Ayden Toovey       |
| 2018  | Cameron Scott      | Dylan Sunderland     | Sam Welsford       |
| 2019  | Jarrad Drizners    | Kelland O'Brien      | Cameron Scott      |
| 2020  | Kelland O'Brien    | Conor Leahy          | Matthew Rice       |
| 2021  | Matthew Rice       | Bryce Lanigan        | Craig Wiggins (en) |
| 2022  | Graeme Frislie     | Josh Duffy           | Zachary Marshall   |
| 2023  | Graeme Frislie     | Blake Agnoletto      | Declan Trezise     |
| 2024  | Blake Agnoletto    | Matthew Fox          | John Carter        |
| 2025  | John Carter        | Leo Zimmermann       | Brayden Bloch      |

Multi-titrés
- 2 : Graeme Frislie

## Espoirs Femmes

### Podiums de la course en ligne
| Année | Vainqueur       | Deuxième            | Troisième        |
| ----- | --------------- | ------------------- | ---------------- |
| 2008  | Carlee Taylor   | Tiffany Cromwell    | Grace Sulzberger |
| 2009  | Peta Mullens    | Sarah Kent          | Tiffany Cromwell |
| 2010  | Megan Dunn      | Tiffany Cromwell    | Lauren Rowney    |
| 2011  | Carlee Taylor   | Sinead Noonan       | Lauren Kitchen   |
| 2012  | Sinead Noonan   | Carlee Taylor       | Rebecca Werner   |
| 2013  | Emily Roper     | Rebecca Henderson   | Jenelle Crooks   |
| 2014  | Emily Roper     | Jenelle Crooks      | Jessica Mundy    |
| 2015  | Shannon Malseed | Alexandria Nicholls | Ellen Skerrit    |
| 2016  | Jenelle Crooks  | Jessica Mundy       | Ellen Skerrit    |
| 2017  | Alexandra Manly | Emily Parkes        | Jaime Gunning    |
| 2018  | Alexandra Manly | Josie Talbot        | Kristina Clonan  |
| 2019  | Sarah Gigante   | Jaime Gunning       | Jessica Pratt    |
| 2021  | Emily Watts     | Neve Bradbury       | Sarah Gigante    |
| 2022  | Alyssa Polites  | Neve Bradbury       | Emily Watts      |
| 2023  | Emily Watts     | Ella Simpson        | Mia Hayden       |
| 2024  | Neve Bradbury   | Haylee Fuller       | Ella Simpson     |

### Podiums du contre-la-montre
| Année | Vainqueur       | Deuxième                  | Troisième          |
| ----- | --------------- | ------------------------- | ------------------ |
| 2007  | Carla Ryan      | Amanda Spratt             | Louise Kerr        |
| 2008  | Amanda Spratt   | Louise Kerr               | Katherine Baker    |
| 2009  | Josephine Tomic | Shara Gillow              | Sarah Kent         |
| 2010  | Josephine Tomic | Tiffany Cromwell          | Alexandra Carle    |
| 2011  | Lauren Kitchen  | Amy Cure                  | Carlee Taylor      |
| 2012  | Sinead Noonan   | Lauren Kitchen            | Sarah Kent         |
| 2013  | Aillie McDonald | Ashlee Ankudinoff         | Jessica Allen      |
| 2014  | Jenelle Crooks  | Emily Roper               | Jessica Allen      |
| 2015  | Rebecca Mackey  | Ellen Skerritt            | Jenelle Crooks     |
| 2016  | Emily Roper     | Ellen Skerritt            | Jenelle Crooks     |
| 2017  | Alexandra Manly | Jaime Gunning             | Ella Scanlan-Bloor |
| 2018  | Alexandra Manly | Maeve Plouffe             | Kerry Jonker       |
| 2019  | Sarah Gigante   | Anya Louw                 | Jemma Eastwood     |
| 2022  | Anya Louw       | Alyssa Polites            | Emily Watts        |
| 2023  | Isabelle Carnes | Lucinda Stewart           | Haylee Fuller      |
| 2024  | Ella Simpson    | Felicity Wilson-Haffenden | Neve Bradbury      |
| 2025  | Alli Anderson   | Felicity Wilson-Haffenden | Sophia Sammons     |

## Juniors Hommes

### Podiums de la course en ligne
| Année | Vainqueur           | Deuxième                   | Troisième          |
| ----- | ------------------- | -------------------------- | ------------------ |
| 2005  | John Rayner         | Hayden Josefski (de)       | Brad Clarke        |
| 2006  | Cameron Meyer       | Stuart Grimsey             | Daniel Braunsteins |
| 2007  | Lachlan Stewart     |                            |                    |
| 2008  | Luke Durbridge      |                            |                    |
| 2009  | Patrick Bevin       | Michael Phelan             | Josh Atkins (en)   |
| 2010  | Jay McCarthy        | Dale Parker                | Calvin Watson      |
| 2011  | David Edwards       | Jesse Kerrison             | Benjamin Fox       |
| 2012  | Robert-Jon McCarthy | Caleb Ewan                 | Nick Schultz       |
| 2013  | Michael Rice        | Daniel Fitter              | Ben Carman         |
| 2014  | Lucas Hamilton      | Daniel Fitter              | Jai Hindley        |
| 2015  | Michael Storer      | Matthew Chambers           | Adam Mitchell      |
| 2016  | Kaden Groves        | Alastair Christie-Johnston | Jayden Waters      |
| 2017  | Mitchell Wright     | Liam Edwards               | Jensen Plowright   |
| 2018  | Tyler Lindorff      | Ben Metcalfe               | Carter Turnbull    |
| 2019  | Patrick Eddy        | Samual Eddy                | Alastair Mackellar |
| 2020  | Declan Trezise      | Patrick Eddy               | Alastair Mackellar |
| 2021  | Dylan George        | Zac Marriage               | Aiden Sinclair     |
| 2022  | Cameron Rogers      | Oscar Chamberlain          | Campbell Palmer    |
| 2023  | Joshua Cranage      | Cohen Jessen               | Wil Holmes         |
| 2024  | Toby Inglis         | Wil Holmes                 | Max Goold          |
| 2025  | Alex Hewes          | Jonas Shelverton           | Fletcher Medway    |

### Podiums du contre-la-montre
| Année | Vainqueur            | Deuxième           | Troisième                  |
| ----- | -------------------- | ------------------ | -------------------------- |
| 2006  | Hayden Josefski (de) | Cameron Meyer      | Leigh Howard               |
| 2007  | Rohan Dennis         | Thomas Palmer      | Michael Freiberg           |
| 2008  | Michael Freiberg     |                    |                            |
| 2009  | Luke Durbridge       | Dale Parker        | Jordan Kerby               |
| 2010  | Dale Parker          | Jay McCarthy       | Ethin Kimmince             |
| 2011  | Alexander Morgan     | Jack Beckinsale    | Caleb Ewan                 |
| 2012  | Caleb Ewan           | Alexander Morgan   | Miles Scotson              |
| 2013  | Tom Kaesler          | Daniel Fitter      | Jack Edwards               |
| 2014  | Callum Scotson       | Lucas Hamilton     | Angus Lyons                |
| 2015  | Rohan Wight          | Liam Magennis      | Samuel Jenner              |
| 2016  | Harry Sweeny         | Ben Mavrodis       | Alastair Christie-Johnston |
| 2017  | Thomas Jones         | Elliot Schultz     | Alastair Christie-Johnston |
| 2018  | Lucas Plapp          | Tyler Lindorff     | Mitchell Wright            |
| 2019  | Patrick Eddy         | Harry Morgan       | James Moriarty             |
| 2020  | Patrick Eddy         | Alastair Mackellar | Zac Kelly                  |
| 2021  | Lachlan Miller       | Dylan George       | Matthew Connan             |
| 2022  | Hamish McKenzie      | Cameron Rogers     | Lachlan Miller             |
| 2023  | Oscar Chamberlain    | Wil Holmes         | Joshua Crangae             |
| 2024  | Wil Holmes           | Alex Eaves         | Jeremy Smith               |
| 2025  | Max Goold            | Lucas Stevenson    | Fletcher Medway            |

Multi-titrés
- 2 : Patrick Eddy

### Podiums du critérium
| Année     | Vainqueur           | Deuxième          | Troisième           |
| --------- | ------------------- | ----------------- | ------------------- |
| 1993      | Michael Stallard    | Grant Curruthers  | Steven Sambrooks    |
| 1996      | Brett Lancaster     |                   |                     |
| 1997      |                     | Brett Lancaster   |                     |
| 2006      | Matthew Pettit      |                   |                     |
| 2007-2008 | Non attribué        |                   |                     |
| 2009      | Jordan van der Togt | Patrick Bevin     | Michael Phelan      |
| 2010      | Jackson Law         | Jack Beckinsale   | Jay McCarthy        |
| 2011      | Caleb Ewan          | Rick Sanders      | Robert-Jon McCarthy |
| 2012      | Alexander Morgan    | Caleb Ewan        | Robert-Jon McCarthy |
| 2013      | Daniel Fitter       | Bradley Heffernan | Joshua Harrison     |
| 2014      | Michael Storer      | Joel Yates        | Daniel Fitter       |
| 2015      | Darcy Pirotta       | Kelland O'Brien   | Ross Gordon         |
| 2016      | Liam Nolan          |                   |                     |
| 2017      | Bryce Lanigan       | Jensen Plowright  | Craig Wiggins (en)  |
| 2018      | Stephen Cuff        | Blake Quick       | Matthew Rice        |
| 2019      | Jesse Norton        | Graeme Frislie    | Rohan Haydon-Smith  |
| 2020      | Declan Trezise      | Blake Agnoletto   | Luke Deasey         |
| 2021      | Cameron Rogers      | Zac Marriage      | James Panizza       |
| 2022      | Hamish McKenzie     | Andrew Phillips   | Leo Zimmermann      |
| 2023      | Wil Holmes          | Jamie Coles       | Ben Anderson        |
| 2024      | Oscar Gallagher     | Luke Richert      | Thomas Butler       |
| 2025      | Ollie Jirovec       | Donovan Mackie    | Alex Hewes          |